# Oleandrin
Oleandrin ist ein giftiges Herzglykosid, das im Oleander (Nerium oleander) gefunden wird.

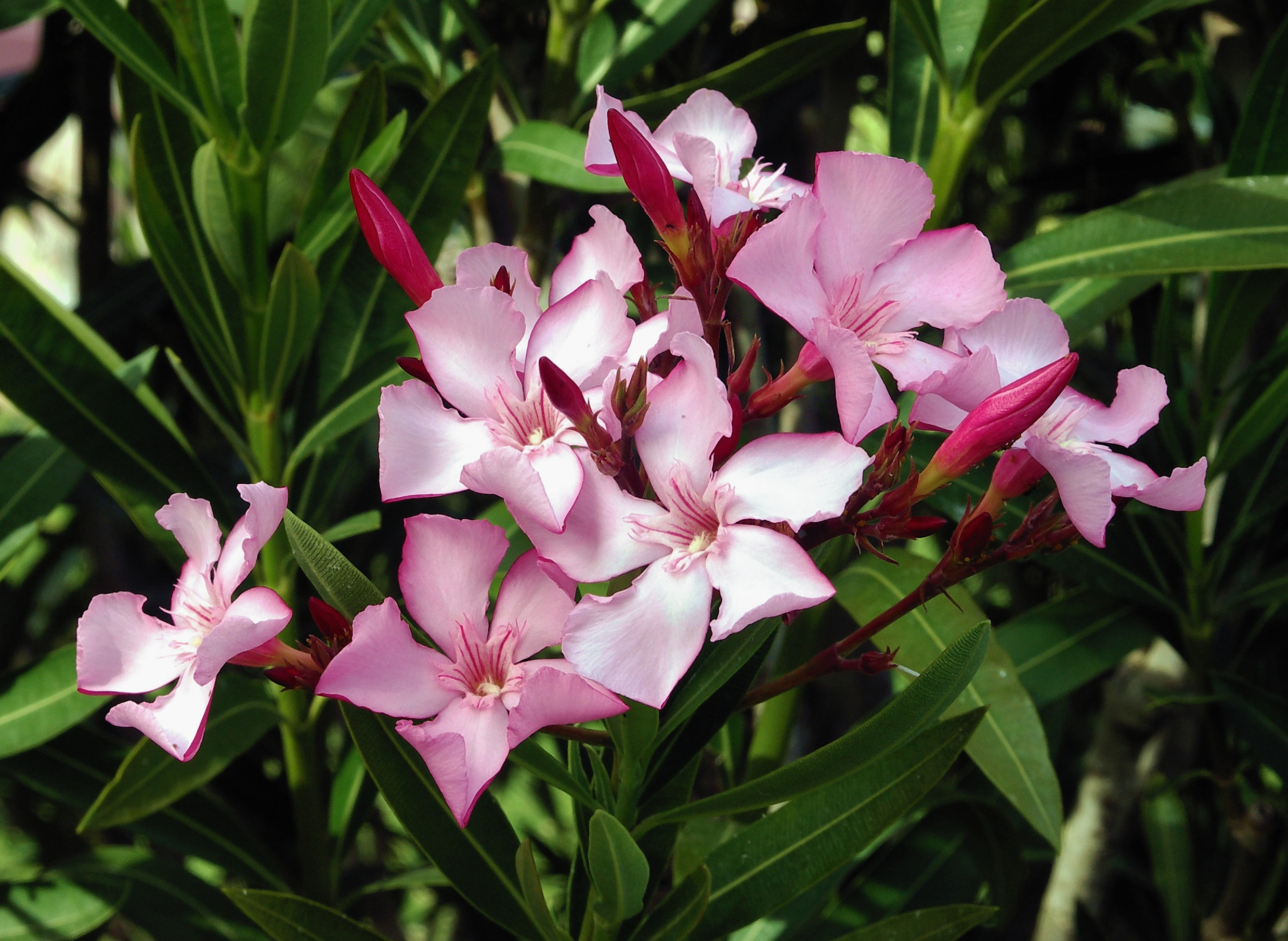
Oleander (Nerium oleander)

Zusammen mit Neandrin ist es hauptsächlich für die Giftigkeit des Safts des Oleanders verantwortlich.
Die orale Aufnahme von Oleander kann gastro-intestinale und Herzbeschwerden verursachen. Die gastro-intestinalen Beschwerden können sich in Form von Übelkeit und aus erbrechender, überschüssiger Speichelabsonderung,  Abdominalschmerz und Diarrhoe äußern. Die Herzbeschwerden können unregelmäßiger Puls und schnelles Herzklopfen sein, das in eine unterdurchschnittliche Pulsfrequenz mündet. Die Extremitäten werden durch die mangelhafte Durchblutung blass und kalt.
Die Vergiftungssymptome können auch das zentrale Nervensystem (ZNS) betreffen, Schläfrigkeit, Tremor oder Muskelzittern bis zum Zusammenbruch mit Koma beinhalten und in der Folge schließlich zum Tod führen.
Der Saft des Oleanders kann Hautreizungen, ernsthafte Augenentzündungen und allergische Reaktionen in Form von Dermatitis zur Folge haben.